# 分離同盟戦争

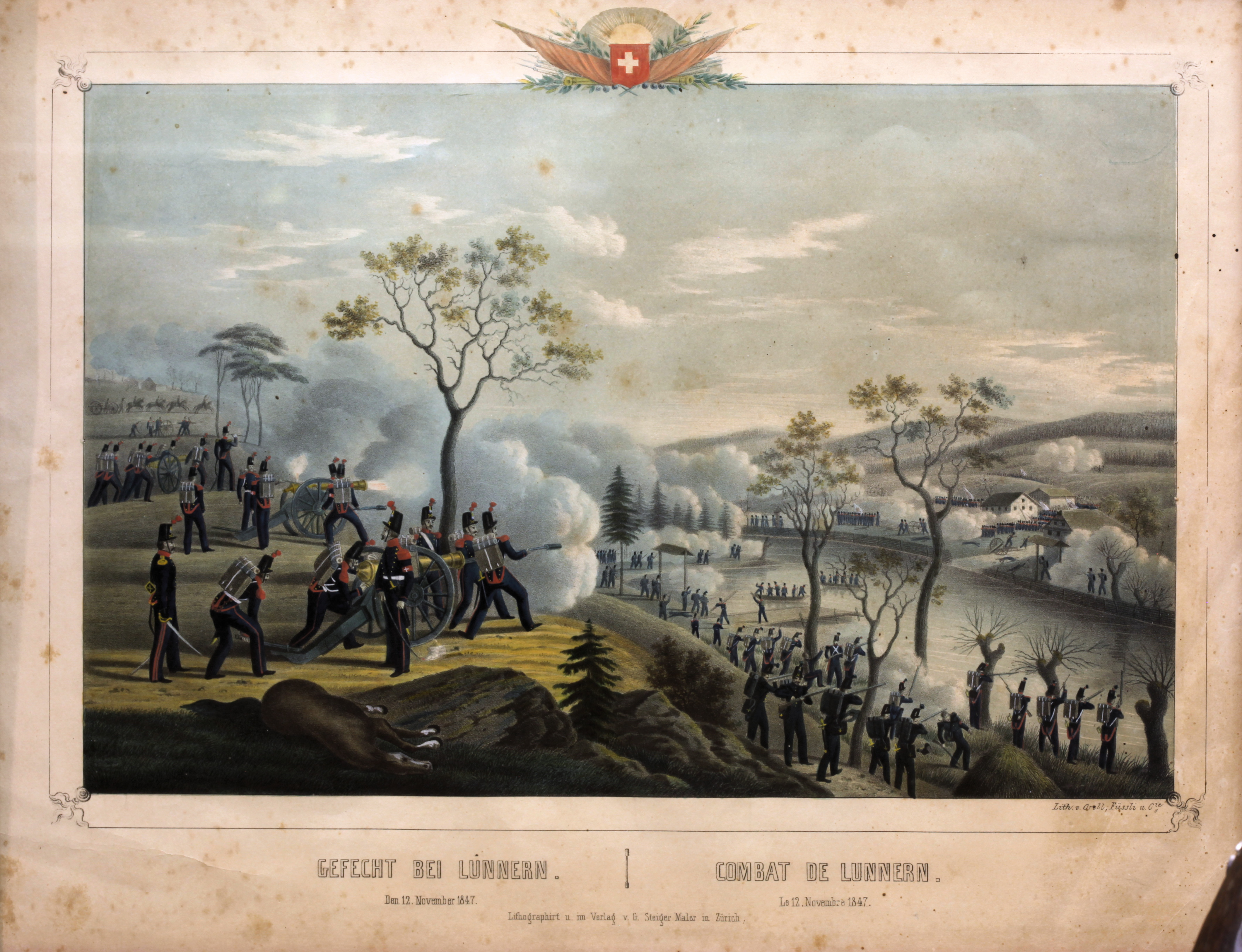
分離同盟戦争

分離同盟戦争（ぶんりどうめいせんそう、独：Sonderbundskrieg, 英：Sonderbund War）は、1847年11月4日から11月29日にかけてスイスで起きた内戦。1848年革命に影響を与えた。

## 概要
もともとスイスは自由化､民主化が進んでいたが、一部のカントンはカトリックの影響が強く、自由化を拒んでいた。自由化や民主化に対抗するため、1845年12月、保守派の7カントン（ウーリ、シュヴィーツ、ウンターヴァルデン、ルツェルン、ツーク、フリブール、ヴァリス）が「保護同盟」を結んだ。
自由主義派はこれを盟約者団を分離せしめる存在「分離同盟」と見なし、翌1846年8月の盟約者団会議で解散を要求した。しかし、分離同盟はこれを拒否し、解散勧告議決も2票足らず、スイス域内に国家が2つある状態が続いた。
ところが10月、ジュネーヴで自由派の革命がおこり、新しい憲法が翌年住民投票で承認された。また、ザンクト・ガレンでも選挙で自由派が保守派に勝利し、盟約者団会議で自由派が過半数を占めるようになった。
1847年7月の盟約者団会議で分離同盟の解散、イエズス会修道士をスイスから追放を決めた。分離同盟解散に反対したのは9カントンだけであった。
「分離同盟」が解散を拒否したので同年10月、盟約者団はアンリ・デュフール将軍（1787年 - 1875年）を司令官に任命し、軍事行動に出た。
盟約者団はスイス人口の75％、財源比の90％を占めており、「分離同盟」が敗北することは明らかであった。そのため「分離同盟」は隣国のフランス､オーストリアなどからの援助を期待したが、実現しなかった。
しかし、フランスやオーストリアも「分離同盟」を見捨てたわけではない。フランスやオーストリアも列強と会議を開いて軍事介入を試みたのだがイギリスが積極的介入に否定的だった。そのため会議は延びに延びた上、スイスの内戦も1月足らずで終息したので、介入することはできなかったのである。
この内戦は盟約者団の圧勝に終わり、分離同盟は解散された。戦死者は両軍併せて130人程度、負傷者は400人程度であった。

## 戦後
1848年に入り、イギリスを除いた列強はスイスに介入しようとした。列強は、盟約者団の勝利に自国の自由派が影響されることを恐れていたのである。そのため、スイスの永世中立を名目に介入を試みた。
しかし、2月にフランスで革命が勃発。さらに3月になってドイツ（ドイツにおける1848年革命）やオーストリア（オーストリア帝国における1848年革命）で革命が起こると、列強はそれどころではなくなり、スイスは軍事介入を免れた。
スイスでは連邦国家を目指し、急ピッチで体制作りが行われた。4月には第一次憲法草案が提出され、9月に1848年憲法が発効した。この憲法は現在のスイスにも継続されている。